# كاظم أويصال
كاظم أويصال (1971-) عميد جامعة كوتاهيا دوملوبينار. ولد في قرية تشيله من مقاطعة غازي باشا في ولاية أنطاليا التركية عام 1971م. وهو متزوج وأب لأربعة أطفال.

## حياته
أنهى دراسته من مدرسة أضنة الإبتدائية سنة 1981م، وكما أنهى من مدرسة غازي باشا الثانوية دراسته سنة 1987م، وفي نفس السنة التي أنهى الثانوية حصل على قبول في تخصص هندسة تكنولوجيا مصايد الأسماك، كلية العلوم البحرية، في جامعة البحر الأسود التقنية، وأنهى دراسته من نفس التخصص سنة 1991م.
بدأ دراسة سنة 1992م الدراسات العليا (الماجستير) في نفس الجامعة، معهد العلوم، فرع علم تكنولوجيا مصايد الأسماك.
عمل في سنة 1995م كموظف أبحاث في نفس الجامعة وفي نفس الكلية ولكنه لم يدم طويلا في هذا العمل، وفي نفس السنة أكمل رسالة الماجستير بعنوان «توقعات موجة التصميم في البحر الأسود الشرقي باستخدام بيانات الرياح» وحصل على لقب المهندس السامي في تكنولوجيا مصايد الأسماك.
في السنة التي أتم فيها الماجستير بدأ في تعلم الدكتوراه في فرع علوم محاصيل الماء الأساسية في كلية العلوم في جامعة سليمان ديميرال.
عُين في سنة 1997م كَمدرس في مقاطعة نوسايبين، في ولاية ماردين التركية، أكمل دراسة الدكتوراه في السنة التي قام فيها بالتعليم.

## رحلته العلمية
في عام 2000، أكمل أطروحته للحصول على درجة الدكتوراه بعنوان «التحليل الموسمي لتشكيل الدهون الكلية والحمض الدهني الكامل وتركيبة الأحماض الدهنية لأسماك بحيرة سوداك إغيردير» اسم البحث: (Eğirdir Gölü Sudak Stizostedion lucioperca Lin. 1758). وعُين في السنة ذاتها في التعليم في مسقط رأسه ولاية أنطاليا التركية، مقاطعة كوركوتيلي، وبقي يعمل هناك لمدة 3 سنوات.
وفي عام 2003م توظف في جامعة كوتاهيا دوملوبينار مع أخذ لقب أستاذ مساعد، في كلية العلوم، فرع العلوم الحيوية، تخصص علم الحيوان. وفي عام 2011 أصبح أستاذا مشاركا، وفي سنة 2018 أصبح بروفيسور. أجرى دورات عديدة مثل: علم الأحياء المائية، وعلم التشريح، والكيمياء الحيوية البيئية، والبيئة، وعلم السموم البيئية، وأسماك المياه العذبة، وتربية الأحياء المائية في أقسام الأحياء والكيمياء الحيوية.
شارك في أكثر من 20 مشروعًا بحثيًا تدعمه الجامعات والمؤسسات المختلفة المتعلقة بمجال دراسته واهتماماته. نشر أكثر من 100 عمل في مجلات وكتب وطنية ودولية.

## صدور مرسوم التعيين
عُين مؤخرا عميدا لجامعة كوتاهيا دوملوبينار من قبل رئيس الجمهورية التركية رجب طيب أردوغان بموجب القرار المنشور في العدد الحالي من الجريدة الرسمية في شهر تموز من عام 2019م، وكما صرح أُويصال على الأخبار التركية قائلا: «أعلم أنه من الواجب أن أشكر رئيسنا رجب طيب أردوغان، الذي اعتبرني جديراً بهذه السلطة. أقدم امتناني له من هنا، وفي هذه المدة، أود أن أشكر جميع أهل كوتاهيا الذين ساندونا، خاصة نوابنا البرلمانيين، وخاصة نوابي الأعزاء السيدة جيدا، والسيد أحمد، والسيد إسحاق»، وبذلك أصبح يستلم ثاني أعلى منصب في المدينة بعد الوالي.